# Atriplex bolusii
Atriplex bolusii är en amarantväxtart som beskrevs av Charles Henry Wright. Atriplex bolusii ingår i släktet fetmållor, och familjen amarantväxter. Inga underarter finns listade i Catalogue of Life.